# Eduardo Bottigliero
Eduardo Bottigliero (Portici, 7 aprile 1864 – Portici, 16 marzo 1937) è stato un organista e compositore italiano.
Figlio di Pasquale Bottigliero e Luisa Limongelli, studiò nel Seminario Arcivescovile di Napoli e apprese il contrappunto da Gennaro Giordano.
Ordinato sacerdote nel 1890, fu membro della Commissione Arcivescovile di Musica Sacra di Santa Cecilia a Napoli (assieme a Marco Enrico Bossi).
Don Eduardo Bottigliero scrisse una gran quantità di composizioni vocali e strumentali, sia di musica sacra, sia di musica profana. Le sue opere furono pubblicate sia in Italia che all'estero presso numerose e importanti case editrici (Ricordi di Milano, Copperrath di Ratisbona, Schwann di Düsseldorf).
Fu attivo promulgatore della riforma della musica sacra sia attraverso la sua produzione musicale, sia attraverso articoli in riviste specializzate tra cui "Musica Sacra" di Milano, "Santa Cecilia" di Torino, "Rassegna Gregoriana" di Roma.
Istituì a Napoli una Schola Cantorum per ragazzi e, nel 1902, fondò una Schola Gregoriana per divulgare la teoria corale gregoriana, secondo i canoni dei monaci benedettini di Solesmes.
Nel 1907 ha progettato l'organo della Basilica Santuario del Carmine Maggiore, divenendo successivamente primo organista del Santuario stesso e realizzando le prime trasmissioni di musica per organo per l'EIAR (Rai) nelle domeniche dal marzo 1938 al dicembre 1942, permettendo la diffusione della musica per organo in tutta Italia.
Pubblicò per la rivista "Musica sacra" (Milano, anno XIX, n. 6, 1895, pp. 82–84) un articolo su Organisti e organari (Gli organi a Napoli).
Viaggiò molto e soggiornò anche negli Stati Uniti, dove nel 1908 pubblicò una Missa in Honorem S. Rosae Virginis Limanae (op. 60) per la casa editrice J. Fischer & Brothers di New York.
La sua produzione musicale, abbondante e attenta alle innovazioni musicali del primo Novecento, fu ovviamente soprattutto di genere sacro. Inedito rimane il suo David. Fu l'autore dell'Inno a San Ciro, su versi del Parroco Don Salvatore Cozzolino della Chiesa di San Ciro.
Nell'Archivio parrocchiale dell'Addolorata, a Portici, sono conservati manoscritti, spartiti e partiture autografe.
Fu molto impegnato nella diffusione nell'Italia Meridionale dei principi del "movimento ceciliano", fenomeno che, essenzialmente, tendeva alla rimozione, dai riti sacri, degli influssi laici e mondani del lirismo musicale profano e aspirava ad un ritorno al passato, con modi gregoriani, voci a cappella, sobrietà nell'uso degli strumenti.
I nipoti Pasqualina e Bruno, entrambi residenti a Portici, conservano tuttora gran parte del patrimonio composto dagli archivi musicali, storici e fotografici del loro antenato.